# Räsna oja
Räsna oja är ett vattendrag i centrala Estland. Det är ett östligt vänsterbiflöde till Navesti jõgi och ingår i Pärnus avrinningsområde. Ån är 15 km lång och har sin källa i norra delen av landskapet Jõgevamaa vid gränsen till Järvamaa. Den rinner söderut genom Põltsamaa kommun i västra delen av Jõgevamaa. Mynningen ligger i sydvästra delen av Jõgevamaa och i Navesti jõgi som utgör gräns mot landskapet Viljandimaa.